# Ichtimanska Sredna Gora
Ichtimanska Sredna Gora (bułg. Ихтиманска Средна гора) – pasmo górskie w zachodniej Bułgarii.
Ichtimanska Sredna gora stanowi zachodnią część łańcucha górskiego Srednej Gory. Rozciąga się od doliny górnego Iskyru na zachodzie do doliny górnej Topołnicy na wschodzie. Najwyższym szczytem tej części Srednej Gory jest Tryna (1275 m n.p.m.) na jej zachodnim skraju, inne szczyty to Golama Ikuna (1221 m n.p.m.) i Popow Deł (1190 m n.p.m.). W skład Ichtimanskiej Srednej Gory wchodzą masywy Łozenska Płanina, Bakarełska Płanina, Belica, Eledżik i Czerni Rid, otaczające Kotlinę Ichtimanską.